# Цыпино (Новгородская область)
Цыпино — деревня в Солецком районе Новгородской области.

## География
Находится в западной части Новгородской области на расстоянии приблизительно 10 км на юго-восток по прямой от районного центра города Сольцы на левом берегу речки Колошка.

## История
На карте 1840 года уже была обозначена. На карте 1847 года уже была обозначена. В 1909 году здесь (деревня Старорусского уезда Новгородской губернии) было учтено 33 двора. До 2020 года входила в состав Выбитского сельского поселения.

## Население
Численность населения: 211 человек (1909 год), 26 (русские 96 %) в 2002 году, 10 в 2010.